# Mimosa cuzcoana
Mimosa cuzcoana är en ärtväxtart som beskrevs av James Francis Macbride. Mimosa cuzcoana ingår i släktet mimosor, och familjen ärtväxter. Inga underarter finns listade i Catalogue of Life.